# Shenley Brook End
Shenley Brook End – osada i civil parish w Anglii, w Buckinghamshire, w dystrykcie (unitary authority) Milton Keynes. W 2011 civil parish liczyła 25828 mieszkańców. Shenley Brook End jest wspomniana w Domesday Book (1086) jako Sen(e)lai.